# Monte-Carlo Masters 2022
Monte-Carlo Masters 2022 — тенісний турнір, що проходив на ґрунтових кортах у місті Рокбрюн-Кап-Мартен, Франція з 11 до 17 квітня. Належав до категорії ATP Masters 1000, був турніром серії Мастерс Монте-Карло 2022 року.

## Фінальна частина

### Одиночний розряд
Стефанос Ціціпас —  Алехандро Давидович Фокіна 6–3, 7–6(7–3)

### Парний розряд
Ражів Рам /  Джо Солсбері —  Хуан Себастьян Кабаль /  Роберт Фара 6–4, 3–6, [10–7]